# Corybante étouffant les cris de Jupiter enfant
Corybante étouffant les cris de Jupiter enfant est un groupe sculpté en bronze de 1867 du sculpteur français Léon Cugnot, conservé au Musée de Picardie à Amiens.

## Mythologie
Cette œuvre est inspirée d'un épisode de la mythologie grecque. Après avoir enlevé Zeus (Jupiter) à Saturne, Rhéa, sa mère, le confia aux Corybantes, danseurs en armure. C'est ainsi que, pour que les cris de l'enfant ne dévoilent pas cette ruse, un Corybante dansa autour de Jupiter, frappant son bouclier avec son épée.

## Historique
Léon Cugnot réalisa d'abord un groupe sculpté en plâtre, en 1862 puis en marbre, en 1875. La sculpture en marbre fut exposé au Jardin des Tuileries en 1877. En 1981, l'œuvre fut vandalisée et mutilée. Démontée de son socle, elle est désormais conservée au Musée d'Orsay. En 1867, le fondeur Victor Thiébaut avait réalisé un modèle en bronze qui est aujourd'hui conservé au musée de Picardie.

## Caractéristiques
Le groupe sculpté est composé de deux entités : 
- le corybante nu et coiffé d'un casque se dresse sur la pointe des pieds, en dansant, le bras gauche levé tenant un bouclier que l'épée tenue par la main droite vient frapper ;
- et le jeune dieu assis derrière lui que le danseur regarde par-dessus son épaule droite.

Le sculpteur inspiré par les modèles grecs anciens donna à son œuvre un mouvement en spirale qui fait son originalité.